# Pampaneira
Pampaneira és un municipi situat en la part centre-oest de la Alpujarra (província de Granada), a uns 72 km de la capital provincial.
Aquesta localitat limita amb els municipis de Bubión, Capileira, La Taha, Órgiva, Carataunas i Soportújar. Gran part del seu terme municipal pertany al Parc nacional de Sierra Nevada.

## Llocs d'interès

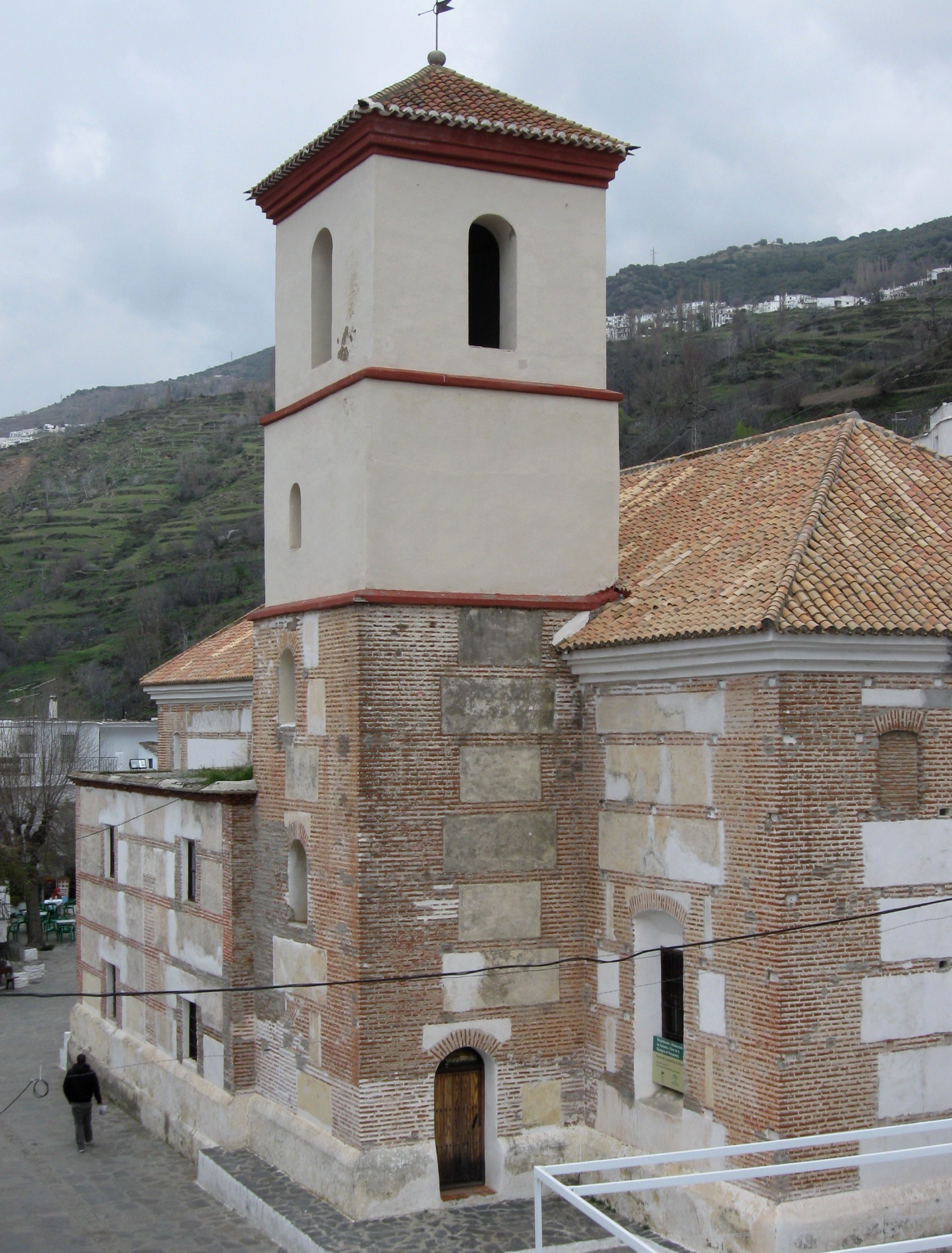
Església de la Santa Creu

És un dels pobles més bonics de l'Alpujarra amb les seves cases, majoritàriament de pedra, cobertes de launa (és una argila magnèsica d'estructura pissarrosa i color gris blavós) amb la pissarra en les seves vores i pintades amb calç, durant dos anys consecutius, 1977 i 1978, Pampaneira va aconseguir el Premi Nacional de Embelliment dels pobles d'Espanya.
Església Parroquial de la Santa Creu: És una església del segle xvi, de planta rectangular i amb enteixinat mudèjar, construïda sobre una antiga mesquita, la carecterística més singular és que manté trets de l'art musulmà i de l'art renaixentista cristià.

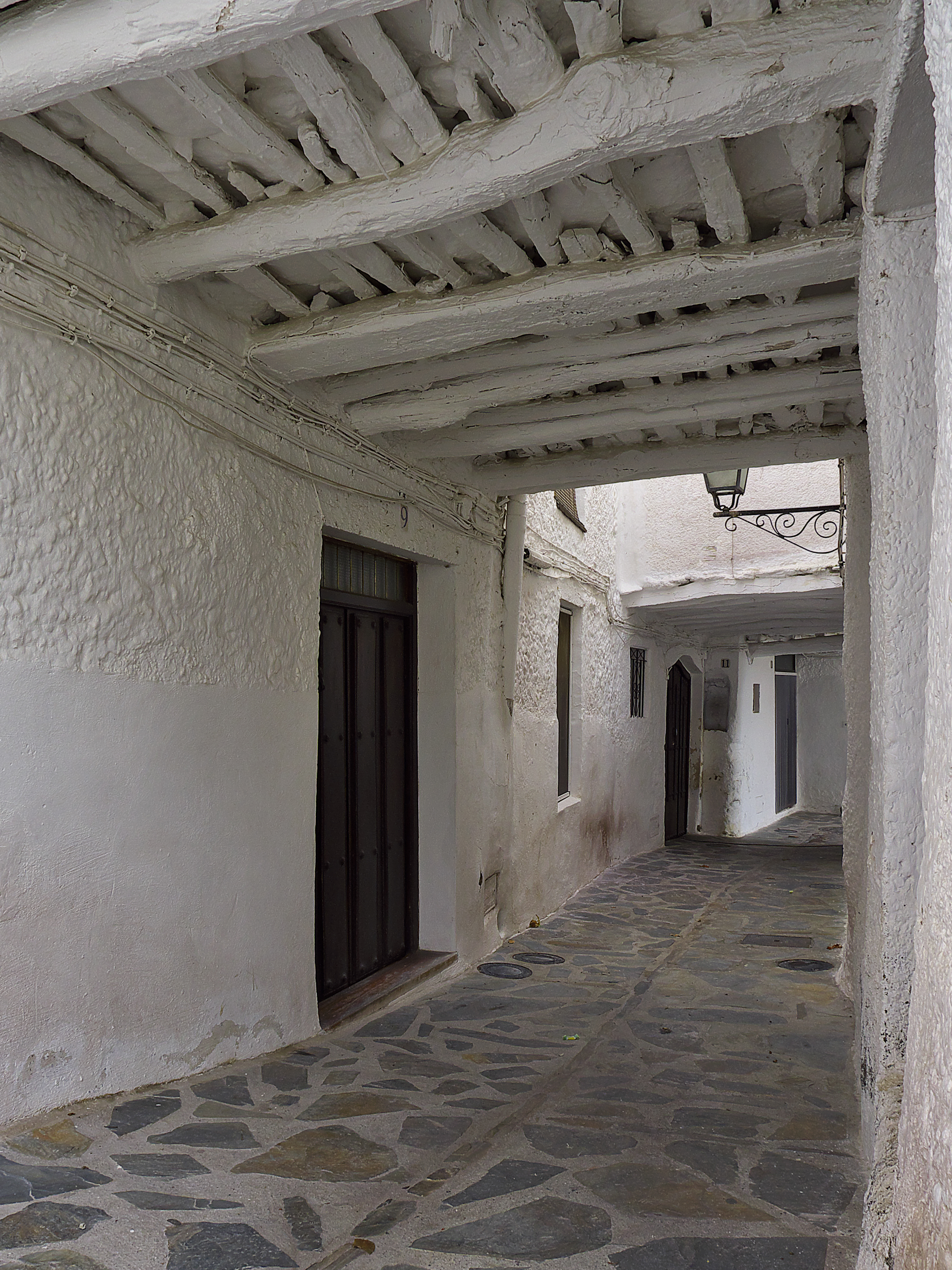
Tinao

Barri Baix: Aquest barri es destinava als agricultors, per la seva proximitat a les terres de labor i antigament estava ben diferenciat del barri alt on habitaven els pastors, per la seva proximitat als camins que conduïen a les pastures de la Serra. En aquest barri hi trobarem els típics "tinaos".

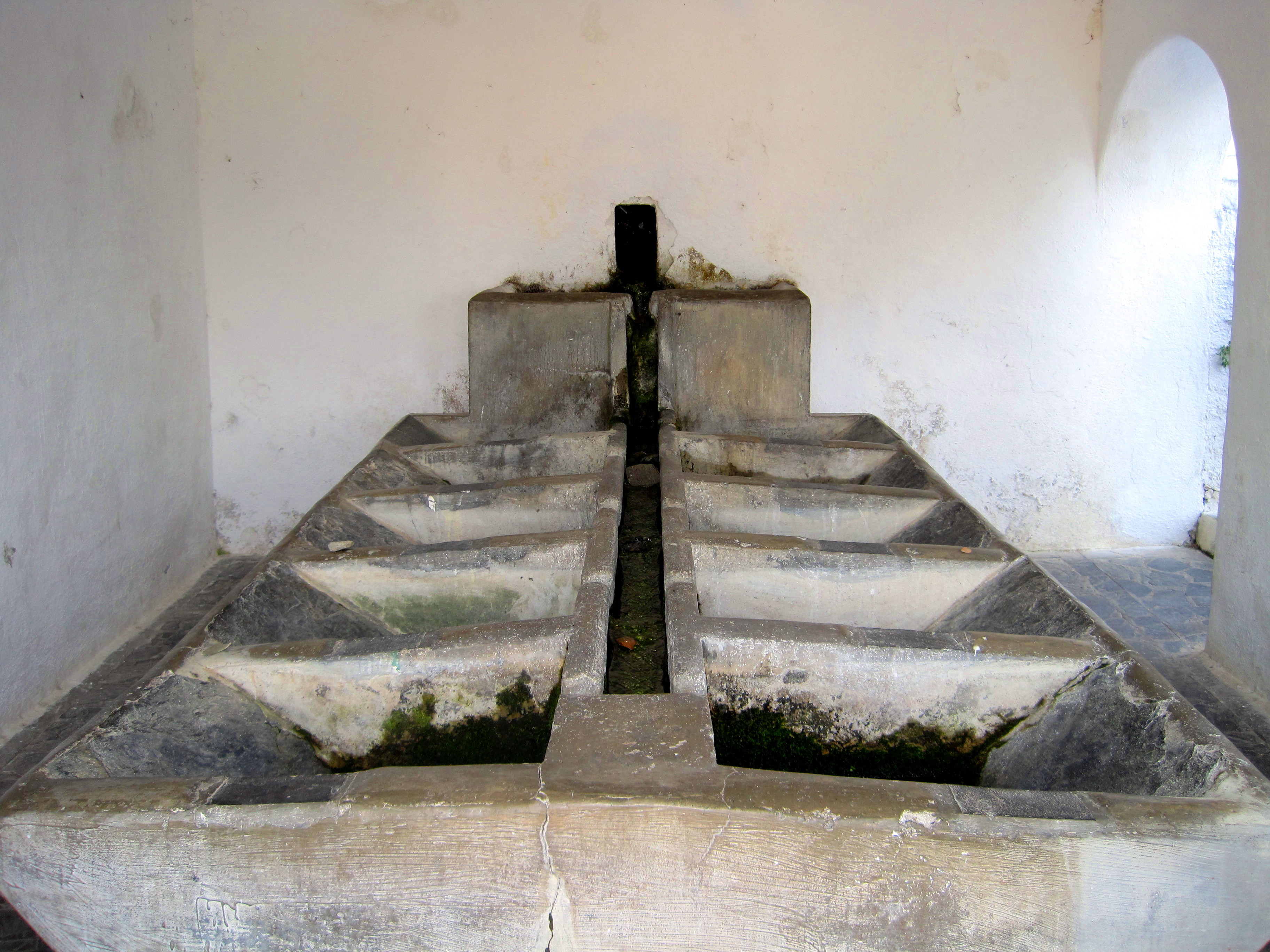
Rentadors àrabs

EL Tinao del Pescao: Està situat al carrer Cristo i deu aquest nom en ser el lloc escollit pels venedors de peix que pujaven de matinada a Pampaneira des dels pobles costaners a oferir la seva mercaderia.
Font del Cerrillo i Rentadors Àrabs: La font és de naixement continu i a sota hi ha els rentadors àrabs, que varen servir d'escenari del rodatge de la pel·lícula Yerma basada en la novel·la del universal poeta granadí Federico García Lorca.